# Фердинанд Лоренц фон Вартенберг
Фердинанд Лоренц фон Вартенберг (на немски: Ferdinand Lorenz Graf von Wartenberg; * 9 август 1606; † 18 март 1666) от фамилията Вителсбахи е граф на Вартенберг, офицер и командир на регимент през Тридесетгодишната война.

## Биография
Той е най-малкият син (15-о дете от 16 деца) от морганатичния брак на принц Фердинанд Баварски (1550 – 1608) и съпругата му Мария Петембек (1574 – 1619), дъщеря на Георг фон Петембек, съдия в Хааг, и Фелицитас Симон. Внук е на херцог Албрехт V Баварски (1528 – 1579) и ерцхерцогиня Анна Австрийска (1528 – 1590), втората дъщеря на император Фердинанд I.
Баща му Фердинанд Баварски се отказва от претенции за трона. През 1602 г. Фердинанд Лоренц (и братята и сестрите му) е издигнат от императора като граф на Вартенберг на имперски граф. Тази линия, наричана и „Фердинандска линия“, свършва по мъжка линия през 1736 г.
Брат е на Франц Вилхелм (1593 – 1661), кардинал, княжескиепископ на Регенсбург, Ферден и Минден, Максимилиан (1602 – 1679), йезуит, и на граф Ернст Бенно (1604 – 1666).
Фердинанд Лоренц фон Вартенберг умира на 59 години на 18 март 1666 г. и е погребан в Мюнхен.

## Фамилия
Първи брак: с графиня Анна Юлиана фон Даксберг (* 1611; † 8 юли 1650, погребана в Мюнхен), дъщеря на граф Хартлиб фон Даксберг и Мария Гертруд фон Тауфкирхен. Те имат един син:
- Макс Фердинанд фон Вартенберг (* 24 август 1645; † 8 юни 1647)

Втори брак: на 17 септември 1651 г. в Алтьотинг с графиня Мария Клаудия фон Йотинген-Валерщайн-Шпилберг (* 26 май 1632; † 27 юли 1663, Мюнхен), дъщеря на граф Йохан Албрехт фон Йотинген-Шпилберг (1591 – 1632) и графиня Мария Гертруд фон Папенхайм (1599 – 1675). Те имат осем деца:
- Франц Фердинанд фон Вартенберг (* 25 октомври 1652; † 30 октомври 1674, Мюнхен)
- Мария Анна фон Вартенберг (* 1653; † 6 октомври 1699, Ландсхут), монахиня в Ландсхут
- Мария Аделхайд Йозефа фон Вартенберг (* 1 август 1655, Мюнхен; † 12 март 1672, Ландсхут), монахиня в Ландсхут
- Мария Гертруд Аделхайд фон Вартенберг (* 19 октомври 1656, Мюнхен; † 25 юни 1678), омъжена на 6 октомври 1676 г. в Шлайсхайм за Луи де Бертранд шевалиер де ла Перуз († 1683)
- Фердинанд Йозеф фон Вартенберг (* 5 ноември 1658, Мюнхен; † 30 юни 1673)
- Мария Клаудия Кристина фон Вартенберг (* 22 август 1660, Мюнхен; † 26 август 1726, Мюнхен), монахиня в Мюнхен
- Мария Франциска фон Вартенберг (* 15 февруари 1662, Мюнхен; † 3 май 1679, погребана в Мюнхен), омъжена на 26 януари 1677 г. в Мюнхен за граф Йохан Якоб фон Прайзинг
- Мария Хенриета Йозефа Кайетана фон Вартенберг (* 14 юни 1663, Мюнхен)